# Toplinski stroj
Toplinski stroj, u termodinamici, je stroj koji vrši pretvorbu topline u mehanički rad. To postiže spuštanjem visoke temperature radne tvari na nižu. Izvor topline proizvodi toplinsku energiju pomoću koje radna tvar postiže visoku temperaturu. Radna tvar proizvodi rad u radnom tijelu stroja za vrijeme prijenosa topline do hladnijeg spremnika sve dok se ne ohladi na nižu temperaturu. Tijekom procesa jedan dio toplinske energije se pretvara u rad iskorištavanjem svojstava radne tvari. Radna tvar može biti bilo koji sustav s toplinskim kapacitetom različitim od nule, a obično je to plin ili tekućina.
U toplinske strojeve spadaju u prvom redu parni agregati. Parni agregati sastoje se od parnog kotla i stapnog parnog stroja, odnosno od parnog kotla i parne turbine. U parnom kotlu proizvodi se vodena para čija se potencijalna energija pretvara u parnom stroju u mehanički rad. Kod parnih se turbina iskorišćuje kinetička energija vodene pare. U toplinske strojeve spadaju također plinske turbine, motori s unutarnjim izgaranjem i reaktivni motori. Kod motora s unutarnjim izgaranjem gorivo izgara u samom cilindru i dio proizvedene topline pretvara se u mehanički rad. Kod reaktivnih motora (mlazni motor) iskorišćuje se toplinska energija ispušnih plinova za stvaranje reaktivnog djelovanja. Prvi toplinski stroj bio je parni stroj na stap, a izumio ga je James Watt 1769.

## Objašnjenje
U termodinamici, toplinski strojevi su često modelirani korištenjem standardnih inženjerskih modela kao što je na primjer Ottov ciklus. Teoretski model može biti poboljšan i proširen konkretnim podacima s operativnog stroja korištenjem dijagrama stanja. Potpuno razumijevanje stroja i njegove iskoristivosti zahtijeva dobro poznavanje (eventualno pojednostavljenih) teoretskih modela, praktičnih pojedinosti stvarnih motora, i poznavanje razlika između njih. U općim uvjetima, što je veća temperatura dovođenja topline, a niža temperatura odvođenja, veća je iskoristivost kružnog procesa (ciklusa). Na Zemlji, rashladni dio je ograničen do otprilike temperature okoliša, tako da se većina pokušaja poboljšanja stupnja iskoristivosti toplinskog stroja zasniva na povišenju temperature ogrijevnog dijela (spremnika). Najveća teoretska učinkovitost toplinskog stroja (koju ne postiže nijedan stroj) jednaka je razlici temperatura između ogrijevnog i rashladnog spremnika podijeljenoj s temperaturom ogrijevnog spremnika. Korisnosti različitih toplinskih strojeva koji se danas koriste kreću se u rasponu od 3 do 44% za parni stroj, benzinski motor od 10 do 37%, termoelektrana na ugljen od 25 do 45%, nuklearna elektrana 33%.